# Nuez de Adán
La prominencia  (popularmente conocida como nuez o manzana de Adán) se encuentra en los seres humanos como una bola ubicada en la parte delantera del cuello y formada por la articulación de las dos láminas del cartílago tiroides que rodea la laringe. La protuberancia es mayor y más notable en los hombres que en las mujeres.
La estructura de la prominencia laríngea conforma un relieve por debajo de la piel que es más grande en los hombres adultos, en quienes es claramente visible y palpable.
El punto de encuentro de la unión de las dos porciones de dicho cartílago forma un ángulo agudo en los varones que han pasado o están en la adolescencia.

## Terminología
Hay dos versiones principales que tratan de explicar el por qué se la conoce como «manzana» o «nuez de Adán». 
Una de ellas es registrada en el Brewer's Dictionary of Phrase and Fable y en la edición de 1913 del Webster's Dictionary. Esta versión apunta a una antigua creencia de que una pieza del fruto prohibido se incrustó en la garganta de Adán (el primer hombre, según las religiones abrahámicas). No obstante, no está claro el origen ni el lugar de dicha historia ya que esta no se encuentra en la Biblia ni tampoco en otros escritos judeocristianos, además de que no se describe cuál era el tipo de fruta que comió Adán.
Otra versión sobre el origen del término fue señalada por el lingüista Alexander Gode, quien aseguraba que la frase en latín para designar a la protuberancia laríngea muy probablemente fue traducida de forma incorrecta desde un inicio. En latín la frase usada era «pomum Adami», (literalmente: «manzana de Adán»). Esta, a su vez, proviene del hebreo «tappuach ha adam» que significa «protuberancia masculina» (en hebreo moderno "tappuach" también significa manzana). La confusión radica en que en el idioma hebreo, el propio nombre «Adam» (אדם) significa literalmente «hombre», y la palabra del hebreo tardío usada para referir «protuberancia» es muy parecida a la palabra para referir «manzana».
Los partidarios de esta versión aseguran que las frases subsecuentes en latín y en las demás lenguas romances representan una traducción inexacta desde el principio. El término es conocido como «Adamsappel» en holandés, «pomme d’Adam» en francés y «Adamsapfel» en alemán.
El término médico en latín «prominentia laryngea» fue introducido por la Basle Nomina Anatomica en 1895.

## Carácter sexual
A pesar de que ambos sexos la poseen, la manzana de Adán se considera un carácter sexual característico de los varones adultos, ya que tiende a aumentar su tamaño considerablemente durante la pubertad.
Su desarrollo en el varón se considera un carácter sexual secundario masculino, producto de la actividad hormonal. Su grado de desarrollo puede variar en cada individuo y el ensanchamiento de dicha zona en la laringe puede producirse de manera muy repentina y rápida.

## Función anatómica
Se considera que la manzana de Adán, en conjunto con el cartílago tiroides que lo forma, ayuda a proteger las paredes, la parte frontal de la laringe, y las cuerdas vocales (las cuales están situadas directamente detrás de ella).
Otra de las funciones de la protuberancia laríngea está relacionada con el engrosamiento de la voz. Durante la adolescencia, el cartílago tiroideo crece conjuntamente con la laringe. Consecuentemente, la protuberancia laríngea va aumentando de tamaño principalmente en los hombres. En conjunto, se conforma una caja de resonancia mayor en el aparato fonador, y como resultado, se obtiene un tono de voz más grave.

## Cirugía
La cirugía para reducir el tamaño de la prominencia laríngea recibe el nombre de condrolaringoplastia. 
Se ha señalado que el procedimiento puede tener un número de riesgos, tales como problemas al tragar, afectaciones en las cuerdas vocales, o bien, problemas en las vías respiratorias o daños en el habla. Entre las complicaciones imprevistas de la cirugía se incluyen hematomas, cicatrices visibles e infecciones; son frecuentes una voz ronca o alteraciones temporales en el tono de voz, mientras que la pérdida permanente de la voz es rara.